# Crambe fruticosa
Crambe fruticosa är en korsblommig växtart som beskrevs av Carl von Linné d.y.. Crambe fruticosa ingår i släktet krambar, och familjen korsblommiga växter. IUCN kategoriserar arten globalt som nära hotad.

## Underarter
Arten delas in i följande underarter:
- C. f. fruticosa
- C. f. pinnatifida